# Azathoth (cuento)
Este artículo alude al cuento de H. P. Lovecraft, para el dios exterior véase Azathoth.
Azathoth es el comienzo de una novela inacabada escrita por el escritor estadounidense de horror H. P. Lovecraft.

## Datación y publicación póstuma
Fue escrito en junio de 1922 y publicado como un fragmento en la revista Leaves en 1938, después de la muerte de Lovecraft.
Es la primera pieza de ficción que menciona al ser ficticio Azathoth, una de las principales entidades de los mitos de Cthulhu de Lovecraft, aunque solo aparece en el título.